# Až po uši
Pour les articles homonymes, voir Head over Heels.
Až po uši (titre international : Head over Heels) est une série télévisée tchèque en 2 séries de 15 épisodes de 35 minutes, créée par Iva Klestilová (cs) et Tereza Dusová et réalisé à partir de 2014.

## Fiche technique
Sauf indication contraire, les informations mentionnées dans cette section peuvent être confirmées par la base de données cinématographiques IMDb,  présente dans la section « Liens externes ».
- Titre : Az po usi
- Titre international : Head over Heels
- Créateur :
- Réalisation :
- Scénarios :
- Production :
- Musique :

## Distribution
- Anna Geislerová : Sárka
- Jirí Havelka : Jakub
- Jitka Čvančarová : Zuzana
- Hynek Cermák : Milan
- Anna Polívková : Ema
- Radek Holub : Karel
- Jana Kolesárová : Linda
- Jana Švandová : Carmen
- Lenka Krobotová : Markéta
- Jaromír Hanzlík : Jirí
- Tereza Oslacova : Monika